# Nate Archibald (personage)
Nathaniel "Nate" Archibald, gespeeld door acteur Chace Crawford, is een personage uit de televisieserie Gossip Girl.

## Biografie
Nate Archibald (7 mei 1991) is de meest aantrekkelijke tiener van de hele Gossip Girl serie (tv/boeken). Zijn beste vriend is in de tv serie -meestal- Chuck Bass hoewel hij ook een korte vriendschap had met Dan Humphrey. In de boeken is hij eigenlijk het meeste bevriend met Blair en Serena. Hij is een aardige jongen die (vooral in de tv serie) nogal wat te lijden heeft gehad door zijn ouders. Hij is echter niet heel goed in moeilijke keuzes maken. Behalve zijn mooie uiterlijk is hij ook nog eens de sterspeler van het lacrosseteam, ondanks het feit dat hij vrij vaak stoned is. Nadat hij hierop betrapt wordt, is hij gedwongen om clean te worden. Hij valt echter al snel weer terug in zijn oude gewoontes. Hoewel hij uitging met Jenny Humphrey, Blair Waldorf, Georgina Spark en Lexi, is Serena van der Woodsen zijn enige echte liefde. Hij weet het echter keer op keer met haar te verpesten vanwege zijn korte aandachtsvermogen en aarzelingen. In de boekserie moet hij nadat hij viagra van de coach heeft gestolen de hele zomer bij het huis van de coach (in de Hamptons) klusjes doen als straf. Als hij dit niet doet dan houdt de coach zijn schooldiploma in. Alles gaat goed totdat de vrouw van de coach hem probeert te versieren, daardoor vertrekt hij zonder enige verklaring, wat tot gevolg heeft dat hij alsnog geen diploma krijgt. Kort daarna besluit hij een boot te pakken samen met zijn grote liefde; Blair Waldorf en een reis van ongeveer een maand te maken over zee. Alles is helemaal goed tussen hun wanneer ze terugkomen, totdat Serena van der Woodsen opduikt en bekent dat ze verliefd is op Nate. Na een lange tijd vol met twijfels, valse beloftes en geheimen acties besluit hij niet naar Yale te gaan maar de wereld rond te varen en alles een jaar uit te stellen. Reden hiervoor is ook dat hij eigenlijk niet wil en kan kiezen tussen Blair en Serena.
In de tv serie is dit alles nog niet verwerkt maar het kan heel goed zijn dat het wel gebeurt in de toekomst.